# Kickstarter
Kickstarter er en amerikansk internetplatform, som formidler finansiering af projekter ved hjælp af crowdfunding. Virksomheden bag hjemmesiden blev etableret i 2009 i Greenpoint på Brooklyn i New York og blev sammen med Indiegogo pioner med sin internetbaserede finasieringsmodel og har siden fået en række efterfølgere, blandt andet Crowdcube, FundedByMe, GoFundMe og danske booomerang.dk. Modellen går ud på, at en idemager registrerer og præsenterer sin ide til et projekt på hjemmesiden, hvorpå interesserede investorer eller fremtidige kunder kan sponsorere ideen med penge og derved hjælpe til at realisere ideen.
På Kickstarter har man opdelt ideerne i kategorierne kunst, serier, håndværk, design, mode, film & video, musik, fotografi, bogudgivelser, teknik og teater. Projekter, der præsenteres, skal opfylde følgende krav:
1. Projektet skal fremstille noget, som kan deles med andre
2. Projektet skal præsenteres klart og ærligt
3. Velgørenhedsprojekter er ikke tilladt

Blandt de projekter, der er realiseret via Kickstarter, kan nævnes:
- Oculus Rift - et computerspiltilbehør
- Pebble - et smartwatch
- Viticulture - et brætspil
- Veronica Mars - en spillefilm baseret på tv-serien af samme navn
- Exploding Kittens - et kortspil